# Ескроу
Ескроу означає щось на кшталт довіри (довіреної особи) чи депозиту й використовується у різних контекстах інформатики, а також у правовій галузі. Один із розповсюджених застосувань у галузі інформатики є використання при покупці товарів через інтернет: гроші списуються із покупця на рахунок ескроу й залишаються там, аж поки покупець отримає товар, тільки після того продавець отримує гроші на свій рахунок.
Слово походить від англо-американської правової зони. У давньофранцузькій мові слово посилалося на сам предмет депозиту («escroe» = свиток). Словник Рапале / Правовий словник Лоуренс, стор. 457:
Можна говорити про Software-Escrow, коли постачальник програмного забезпечення не хоче надати вихідний текст користувачеві, але готовий надати у випадку певних подій (особливо банкрутства). Ця мета повинна бути досягнута шляхом передачі коду та документації у незалежну компанію чи нотаріусу, який може видати документи користувачеві у зазначених випадках. Коли насправді ця юридична фігура є фактично неплатоспроможною, в юридичній літературі суперечливо.
Програмний ескроу корисний лише у випадках, коли дане програмне забезпечення підтримує критично важливі галузі бізнесу у разі банкрутства власника даного програмного забезпечення. Переваги тут досить суперечливі. Зокрема, неплатоспроможність виробника програмного забезпечення аж ніяк не чітко описана. Причини звільнення — це головна прикмета договору про депонування.
Ключ ескроу використовується, головним чином, у зв'язку із запитом держави до даних, які були зашифровані за допомогою криптографічних методів. Відповідно до цього, ключі, необхідні для дешифрування даних, мають бути здані на зберігання третім сторонам, а урядові установи мають отримати доступ до ключів за певних умов.
У контексті баз даних Escrow — це метод синхронізації транзакцій для введення даних у базу даних. Дані вводяться в базу даних одразу, а не лише в кінці транзакції (фіксації). Процедура ексроу дозволяє зарезервувати певну кількість значень одного запису за певної умови. Система дозволяє діяти одночасно кільком клієнтам (запис транзакції) до тих пір, поки умова залишається істинною. Основним недоліком цього методу є те, що інтерфейс SQL має бути розширений та програми повинні бути пристосовані.
В англо-американській юрисдикції відкривається ескроу рахунок в банку або в іншій довіреній особі для певних операцій, на який покупець сплачує узгоджену частину ціни покупки. Ця сума служить гарантією для покупця, до якої він може отримати доступ у разі дефектів придбаного товару. Після закінчення гарантійного терміну (залишилася) сума повертається продавцю. Ця процедура схожа на звичайну процедуру в юрисдикції Німеччини через нотаріальний рахунок, наприклад   Б. в операціях з нерухомістю.